# Tour du Limousin 2014
Il Tour du Limousin 2014, quarantasettesima edizione della corsa (quarantesima dall'era professionistica), si svolse dal 19 al 22 agosto 2014 su un percorso di 707 km ripartiti in 4 tappe, con partenza e arrivo a Limoges. Fu vinto dall'italiano Mauro Finetto della Neri Sottoli davanti al belga Björn Leukemans e all'italiano Davide Rebellin.

## Tappe
| Tappa  | Data      | Percorso                                          | km    | Vincitore di tappa | Leader cl. generale |
| ------ | --------- | ------------------------------------------------- | ----- | ------------------ | ------------------- |
| 1ª     | 19 agosto | Limoges > Brive-la-Gaillarde                      | 176,3 | Björn Leukemans    | Björn Leukemans     |
| 2ª     | 20 agosto | Trélissac > Grèzes                                | 171,8 | Cyril Gautier      | Björn Leukemans     |
| 3ª     | 21 agosto | Lac de Vassivière > Le Maupuy Les Monts de Guéret | 183,2 | Mauro Finetto      | Mauro Finetto       |
| 4ª     | 22 agosto | Meuzac > Limoges                                  | 175,6 | Manuel Belletti    | Mauro Finetto       |
| Totale | Totale    | Totale                                            | 707   |                    |                     |

## Dettagli delle tappe

### 1ª tappa
- 19 agosto: Limoges > Brive-la-Gaillarde – 176,3 km

| Pos. | Corridore         | Squadra      | Tempo    |
| ---- | ----------------- | ------------ | -------- |
| 1    | Björn Leukemans   | Wanty        | 4h22'23" |
| 2    | Stéphane Rossetto | Big Mat      | a 5"     |
| 3    | Mauro Finetto     | Neri Sottoli | s.t.     |

| Pos. | Corridore         | Squadra      | Tempo    |
| ---- | ----------------- | ------------ | -------- |
| 1    | Björn Leukemans   | Wanty        | 4h22'10" |
| 2    | Stéphane Rossetto | Big Mat      | a 12"    |
| 3    | Mauro Finetto     | Neri Sottoli | a 14"    |

### 2ª tappa
- 20 agosto: Trélissac > Grèzes – 171,8 km

| Pos. | Corridore       | Squadra              | Tempo    |
| ---- | --------------- | -------------------- | -------- |
| 1    | Cyril Gautier   | Europcar             | 4h13'59" |
| 2    | Davide Rebellin | CCC Polsat Polkowice | s.t.     |
| 3    | Rein Taaramae   | Cofidis              | s.t.     |

| Pos. | Corridore       | Squadra      | Tempo    |
| ---- | --------------- | ------------ | -------- |
| 1    | Björn Leukemans | Wanty        | 8h36'11" |
| 2    | Mauro Finetto   | Neri Sottoli | a 14"    |
| 3    | Cyril Gautier   | Europcar     | a 15"    |

### 3ª tappa
- 21 agosto: Lac de Vassivière > Le Maupuy Les Monts de Guéret – 183,2 km

| Pos. | Corridore       | Squadra              | Tempo    |
| ---- | --------------- | -------------------- | -------- |
| 1    | Mauro Finetto   | Neri Sottoli         | 4h28'07" |
| 2    | Julien Simon    | Cofidis              | s.t.     |
| 3    | Davide Rebellin | CCC Polsat Polkowice | s.t.     |

| Pos. | Corridore       | Squadra              | Tempo     |
| ---- | --------------- | -------------------- | --------- |
| 1    | Mauro Finetto   | Neri Sottoli         | 13h04'22" |
| 2    | Davide Rebellin | CCC Polsat Polkowice | a 11"     |
| 3    | Björn Leukemans | Wanty                | s.t.      |

### 4ª tappa
- 22 agosto: Meuzac > Limoges – 175,6 km

| Pos. | Corridore       | Squadra       | Tempo    |
| ---- | --------------- | ------------- | -------- |
| 1    | Manuel Belletti | Androni Gioc. | 4h23'30" |
| 2    | Kevin Reza      | Europcar      | s.t.     |
| 3    | Björn Leukemans | Wanty         | s.t.     |

| Pos. | Corridore       | Squadra              | Tempo     |
| ---- | --------------- | -------------------- | --------- |
| 1    | Mauro Finetto   | Neri Sottoli         | 17h27'52" |
| 2    | Björn Leukemans | Wanty                | a 7"      |
| 3    | Davide Rebellin | CCC Polsat Polkowice | a 11"     |

## Classifiche finali

### Classifica generale
| Pos. | Corridore                  | Squadra                    | Tempo     |
| ---- | -------------------------- | -------------------------- | --------- |
| 1    | Mauro Finetto              | Neri Sottoli               | 17h27'52" |
| 2    | Björn Leukemans            | Team Wanty-Groupe Gobert   | a 7"      |
| 3    | Davide Rebellin            | CCC Polsat Polkowice       | a 11"     |
| 4    | Cyril Gautier              | Team Europcar              | a 20"     |
| 5    | Rémy Di Gregorio           | Team La Pomme Marseille 13 | a 29"     |
| 6    | Rein Taaramae              | Cofidis                    | a 32"     |
| 7    | Francesco Manuel Bongiorno | Bardiani Valvole-CSF Inox  | a 38"     |
| 8    | Arthur Vichot              | FDJ                        | a 44"     |
| 9    | Jimmy Turgis               | Roubaix Lille Metropole    | a 50"     |
| 10   | Ruben Fernandez Andujar    | Caja Rural                 | a 51"     |